# マリーア・ルイーザ・ディ・スパーニャ
マリーア・ルイーザ・ディ・スパーニャ（Maria Luisa di Spagna, 1782年7月6日 - 1824年3月13日）は、スペイン王カルロス4世と王妃マリーア・ルイサ・デ・パルマの娘。ブルボン＝パルマ家当主でエトルリア王となったルドヴィーコ・ディ・ボルボーネと結婚した。マリーア・ルイーザ・ディ・ボルボーネ＝スパーニャ（Maria Luisa di Borbone-Spagna）、マリーア・ルイーザ・ディ・ボルボーネ（Maria Luisa di Borbone）とも。スペイン名はマリーア・ルイサ・デ・ボルボーン・イ・ボルボーン＝パルマ（María Luisa de Borbón y Borbón-Parma）。

## 生涯
ラ・グランハ宮殿で生まれる。成人した7人の兄弟姉妹のうちの3番目で、弟にスペイン王フェルナンド7世および第一次カルリスタ戦争を起こしたモリナ伯カルロス、姉にポルトガル王妃カルロッタ・ジョアキナ、妹に両シチリア王妃マリーア・イザベッラがいる。
1795年8月25日にマドリードで、従兄のルドヴィーコと結婚した。2人の間には1男1女が生まれた。
- カルロ・ルドヴィーコ（1799年 - 1883年）
- マリーア・ルイーザ・カルロッタ（1802年 - 1857年）

1801年、ルドヴィーコはナポレオン・ボナパルトによって建てられたエトルリア王国の国王に即位し、マリーア・ルイーザも王妃となったが、ルドヴィーコは1803年に早世した。息子カルロ・ルドヴィーコが後を継ぎ、マリーア・ルイーザが摂政となった。ナポレオンが失脚した1815年、パルマ公国はマリア・ルイーザに与えられ、カルロ・ルドヴィーコにはルッカ公国が与えられ、マリーア・ルイーザがルッカ公国の摂政として統治した。
1824年、ローマで死去した。息子カルロはパルマ女公マリア・ルイーザ死後の1847年にパルマ公国を回復した。

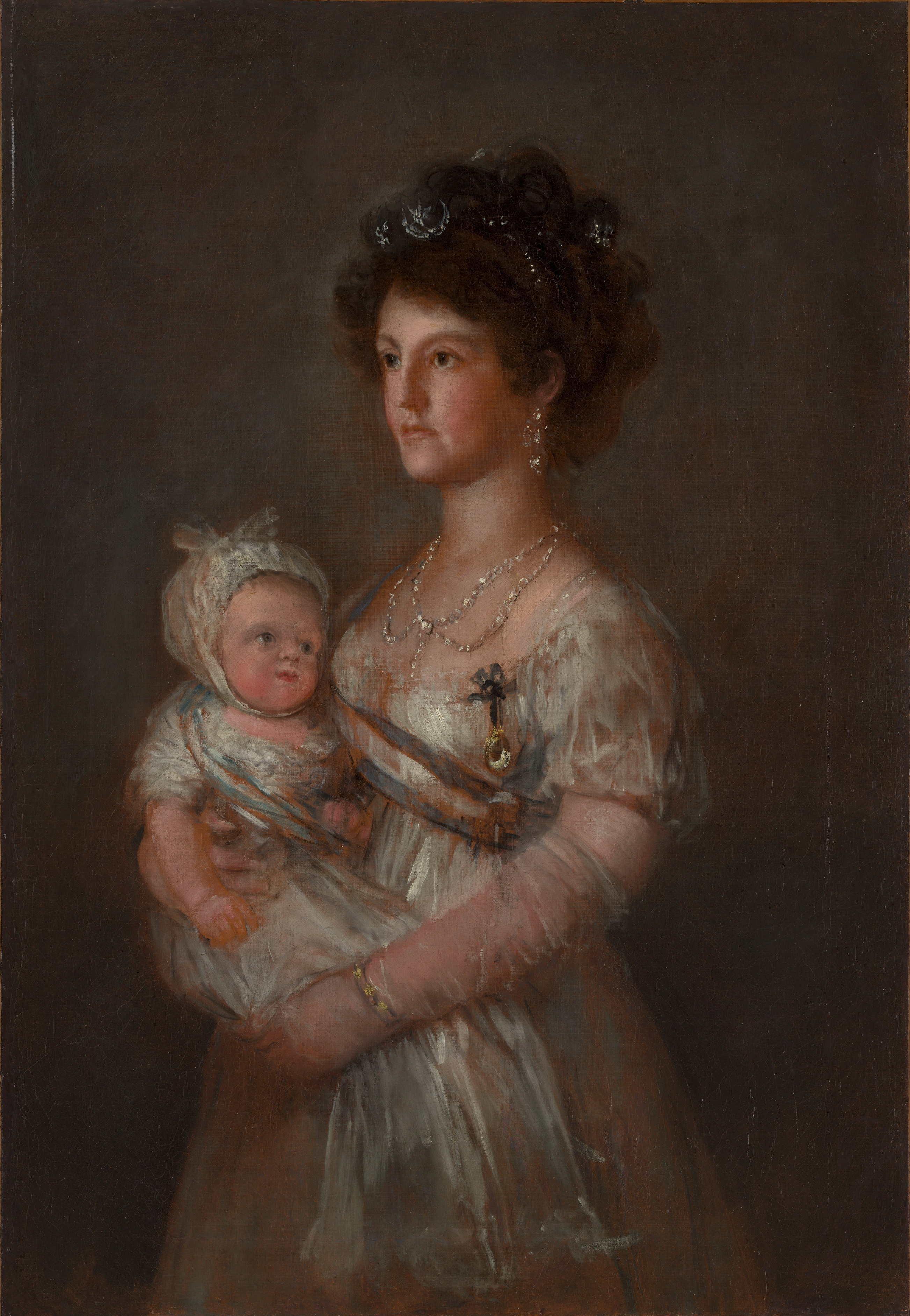
マリーア・ルイーザと息子カルロ・ルドヴィーコ